# Вейн, Чарльз
Чарльз Вейн (около 1680 — 29 марта 1721) — английский пират, промышлявший в водах Северной Америки в первой четверти XVIII века, прославился своей крайней жестокостью. Чарльз Вейн приобрёл широкую известность благодаря рейдам в водах Карибского моря и Атлантике. Именно он прославился по всей округе как жесточайший и самый бессердечный пират из всех пиратов. Как твердит история, Вейн не предавался таким чувствам, как сострадание, жалость и сочувствие, он с лёгкостью нарушал свои же обещания, отнюдь не уважал других пиратов, вовсе не считался ни с чьим мнением. Смыслом жизни для него была добыча, Вейн считал, что он лучше всех, возвышал себя среди остальных. И не удивительно, что смерть Чарльза Вейна оказалась бы угодной как высшей власти, так и подвластным ему пиратам.
Первое официальное упоминание встречается в связи с попыткой Вудса Роджерса, назначенного королём Георгом I губернатором Багамских островов. Роджерс с эскадрой военных кораблей вёз королевскую Прокламацию о запрещении пиратства, а основной целью было уничтожение пиратства в английских колониях, в частности на Багамах.
О ранних годах пиратской карьеры Чарльза Вейна есть различные предположения, некоторые исследователи предполагают, что Вейн вместе с Генри Дженнингсом и другими пиратскими капитанами ограбил испанскую экспедицию, занимавшуюся подъёмом денег и драгоценностей с затонувших во время шторма в 1715 году галеонов Серебряного флота. Кстати, уже тогда проявилась его невероятная жестокость к людям. Губернатору Бермудских островов неоднократно поступали рапорты, в красках расписывавшие, каким издевательствам подвергал Вейн несчастных моряков, трудившихся над подъёмом грузов со дна и волею судьбы угодивших к нему в руки.
Очень скоро Вейн пожелал охотиться за наживой в одиночку и проявил себя во всей красе, нападая и на суше, и на море. 1716 год в итоге оказался для него просто невероятно удачным.
Вейн почти сразу же почувствовал вкус к частой смене своих флагманских кораблей без особой на то необходимости: так, одно время он плавал на барбадосском шлюпе, но, даже не раздумывая, перебрался на 12-пушечную бригантину, которую сам назвал «Рейнджер» – стоило только ему взять её на абордаж.
После жалобы некоторых капитанов о грабежах Чарльза Вейна Роджерс с эскадрой, подойдя к Багамам, предложил пиратам сдаться. На что Вейн ответил дерзким письмом, в котором отверг предложение об амнистии. Роджерс немедленно блокировал выход из бухты, в которой стояли корабли Вейна. Капитан пиратов ночью взорвал французский приз и на маленьком шлюпе вышел из бухты и скрылся.
Через несколько дней после бегства из Нью-Провиденса Вейн захватил шлюп, приписанный к Барбадосу, и пересадил на него двадцать пять человек во главе с Йитсом. После ряда грабежей и захватов английских и испанских судов пиратские корабли добрались до Южной Каролины.
Поскольку Вейн относился к Йитсу с пренебрежением, постоянно подчёркивая своё превосходство, Йитс решил уйти и получить королевскую амнистию. Замысел Йитса удался, и он скрылся в устье реки Норт-Эдисто, а через несколько дней, получив королевское помилование, вернул шлюп законному владельцу. Вейн некоторое время ожидал, что Йитс выйдет из устья, но после того как губернатор снарядил карательную экспедицию, ушёл на север в бухту Окракок. Здесь команды Эдварда Тича и команда Вейна закатили грандиозную пьянку в честь встречи.
После встречи пиратов Чарльз Вейн двинулся дальше на север. В конце ноября возле Лонг-Айленда пиратам встретился французский корабль. После того как пираты подняли чёрный флаг и дали бортовой залп, они обнаружили, что это французский военный корабль. Вейн собрался уйти, но часть пиратов, в числе которых был квартирмейстер Джек Рэкхем, высказалась за абордаж. Но Вейн применил право вето, которое имел капитан в исключительных случаях, во время сражения или погони, и приказал уходить.
На следующий день пираты собрали совет, и за трусость Вейн был низложен. Ему отдали небольшой шлюп, оружие и продовольствие. С бывшим капитаном пираты изгнали всех, кто проголосовал против абордажа.
Чарльз Вейн на шлюпе вернулся к побережью Ямайки. Здесь ему удалось захватить несколько судов и набрать из них новую команду. В результате грабежи продолжились. Вскоре дела Чарльза Вейна стали идти лучше, добычи было больше, а изувеченный авторитет постепенно снова возрастал. Но случилось непредвиденное. Возле острова Бонака корсары попали в страшный шторм, суда разбились, почти все разбойники утонули, а Вейн чудом спасся, выбравшись на необитаемый остров возле Гондурасского залива. Ему удалось выжить, помогая местным рыбакам, которые заходили на остров для ловли черепах.
Однажды на остров за водой зашёл корабль с Ямайки. Капитаном на нём был Холфорд, в прошлом флибустьер, хорошо знавший Вейна. Несмотря на просьбы, Холфорд отказал пирату, поскольку опасался, что Вейн поднимет матросов на бунт. Капитан сказал ему, что если тот ступит на борт его корабля, то он собственноручно разобьёт ему голову молотком. Ничего другого кроме того, чтобы остаться на острове, Вейну не оставалось.
Второй лучик надежды в виде нового корабля не заставил себя ждать. Через какое-то время Вейну удалось устроиться матросом на другой корабль, зашедший на остров за водой. Оказалось что капитан корабля, куда устроился бывший пират, был знаком с Холфордом и они, встретившись, решили вместе отобедать. Поглощая еду, Холфорд случайно обратил своё внимание на драящего палубу матроса, сразу же узнал в нём Чарльза Вейна и рассказал своему другу всю правду о его пиратских похождениях, после чего предложил его арестовать. Поскольку капитан смертельно боялся пирата, даже связанного с ног до головы, Холфорд предложил свои услуги, каковые были с огромной благодарностью приняты. Вейна перетащили на борт корабля, принадлежавшего капитану Холфорду, и надёжно заперли в отдельной каюте.

После этого Холфорд доставил своего пленника на Ямайку. Состоялся суд, который 22 марта 1720 года вынес смертный приговор. Однако же в исполнение этот приговор был приведён лишь 29 марта 1721 года, чуть больше года спустя. (Историки до сих пор не могут сойтись во мнениях, что же именно послужило причиной столь длительной отсрочки. В сущности, смертный приговор мог быть вынесен практически чуть ли не по любому эпизоду пиратской деятельности Вейна.
«Будь проклят ваш король! И все богатые ослы, которые доят бедный сброд как коров!»
— Последние слова Вейна перед казнью.
Чарльзу Вейну присудили смерть через повешение. Перед тем как принять казнь, пират ничуть не раскаивался в своих злодеяниях. После смерти его тело, облитое смолой в назидательных целях, было повешено на всеобщее обозрение прямо у входа в гавань Порт-Ройал .

## В культуре
- Персонаж компьютерной игры Assassin’s Creed IV: Black Flag.
- Персонаж в сериале «Чёрные паруса» в исполнении актёра Зака Макгоуэна.
- Персонаж в сериале «Затерянное королевство пиратов». В роли Вейна — Том Пэдли.